# 쑨즈핑

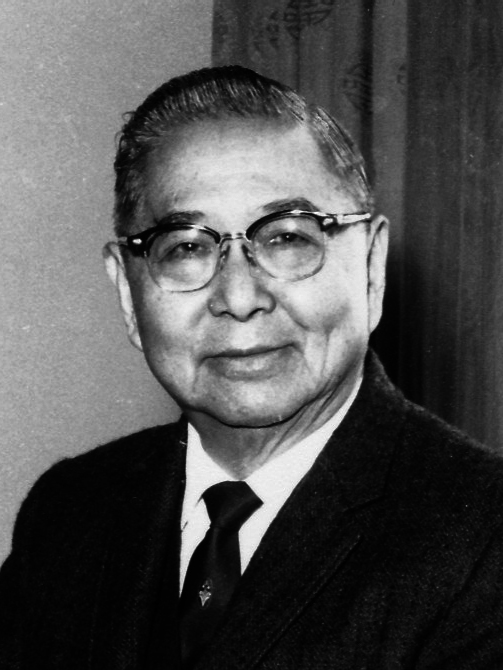
선친 쑨커 前 자유중화민국 타이완 고시원 원장.

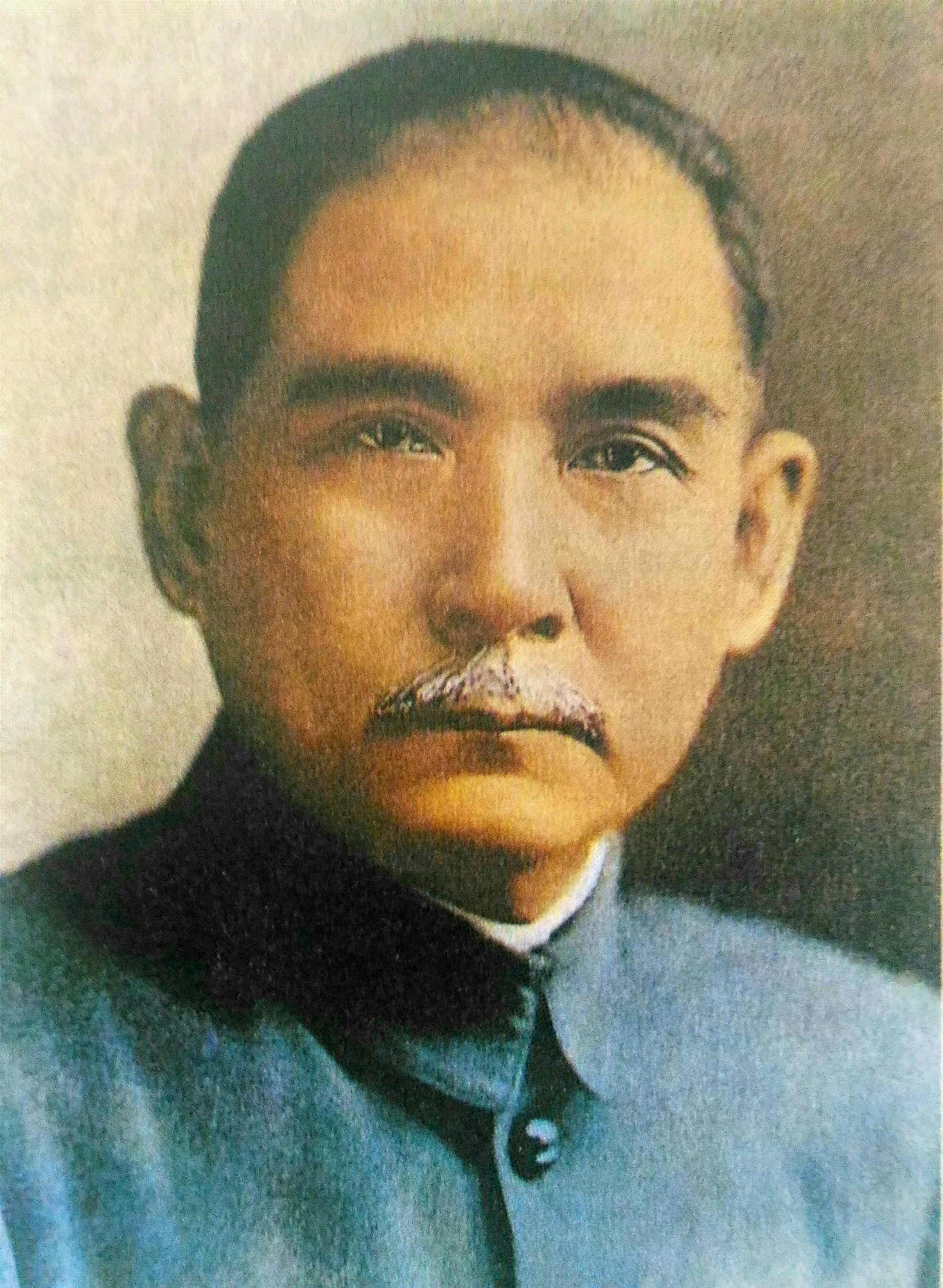
조부 쑨원 前 중화민국 대통령.

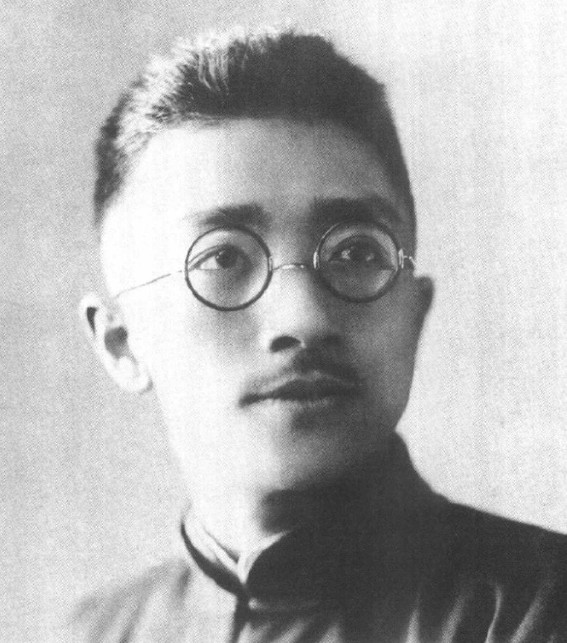
쑨즈핑 선생의 1932년 상하이 세인트 존스 대학 시절 은사 후스 前 교수

쑨즈핑(孫治平(손치평, 영문명(英文名)은 Zhiping Sun), 1913년 11월 15일 ~ 2005년 4월 6일)은 미국에서 출생한 중화민국(타이완)의 외교관 겸 정치인이다.

## 생애
중화민국 대통령 등을 지낸 쑨원(孫文)의 장손(맏손자)이며 중화민국(타이완)의 고시원장 등을 지낸 쑨커(孫科)의 장남(長男)이다.
미국 캘리포니아주 버클리에서 출생하여 지난날 한때 국민정부 시대 중화민국 대륙 본토 광둥 성 샹산에서 잠시 유아기를 보낸 적이 있는 그는 중화민국 장쑤 성 상하이 세인트 존스 대학교 시절 은사 후스(胡適) 교수를 사사한 그는 훗날 중국국민당 중앙위원 등을 거쳐 타이완 총통부 국책고문 겸 국제정치외교자문관 등을 지냈다.